# A dadus epizódjainak listája
Ez a cikk A dadus című sorozat epizódjait listázza.

## Évados áttekintés
| Évad | Évad | Epizódok | Eredeti sugárzás     | Eredeti sugárzás | Eredeti adó |
| Évad | Évad | Epizódok | Évadpremier          | Évadfinálé       | Eredeti adó |
| ---- | ---- | -------- | -------------------- | ---------------- | ----------- |
|      | 1    | 22       | 1993. november 3.    | 1994. május 16.  | CBS         |
|      | 2    | 26       | 1994. szeptember 12. | 1995. május 22.  | CBS         |
|      | 3    | 27       | 1995. szeptember 11. | 1996. május 20.  | CBS         |
|      | 4    | 26       | 1996. szeptember 18. | 1997. május 21.  | CBS         |
|      | 5    | 23       | 1997. október 1.     | 1998. május 13.  | CBS         |
|      | 6    | 22       | 1998. szeptember 30. | 1999. június 23. | CBS         |

## 1. évad (1993-1994)
| Sor. | Év. | Cím                                               | Rendező        | Író | Premier                              | Nézettség    |
| ---- | --- | ------------------------------------------------- | -------------- | --- | ------------------------------------ | ------------ |
| 1.   | 1.  | The Nanny                                         | Lee Shallat    | Történet: Peter Marc Jacobson & Fran Drescher Tévéjáték: Peter Marc Jacobson & Robert Sternin & Prudence Fraser | 1993. november 3. 2001. november 19. | 15,00 millió |
| 2.   | 2.  | Smoke Gets in Your Lies                           | Lee Shallat    | Michael Rowe | 1993. november 10.                   | 11,60 millió |
| 3.   | 3.  | My Fair Nanny                                     | Lee Shallat    | Andy Goodman | 1993. november 17.                   | 12,70 millió |
| 4.   | 4.  | The Nuchslep                                      | Lee Shallat    | Eve Ahlert & Dennis Drake                                                                                       | 1993. november 24.                   | 11,50 millió |
| 5.   | 5.  | Here Comes the Brood                              | Lee Shallat    | Diane Wilk | 1993. december 6.                    | 20,30 millió |
| 6.   | 6.  | The Butler, The Husband, The Wife, and Her Mother | Lee Shallat    | Howard Meyers                                                                                                   | 1993. december 8.                    | 13,70 millió |
| 7.   | 7.  | Imaginary Friend                                  | Lee Shallat    | Pamela Eells & Sally Lapiduss                                                                                   | 1993. december 15.                   | 11,90 millió |
| 8.   | 8.  | Christmas Episode                                 | Lee Shallat    | Fran Drescher & Peter Marc Jacobson                                                                             | 1993. december 22.                   | 14,60 millió |
| 9.   | 9.  | Personal Business                                 | Lee Shallat    | Fran Drescher & Peter Marc Jacobson                                                                             | 1993. december 29.                   | 14,80 millió |
| 10.  | 10. | The Nanny-in-Law                                  | Paul Miller    | Eve Ahlert & Dennis Drake                                                                                       | 1994. január 12.                     | 14,30 millió |
| 11.  | 11. | A Plot for Nanny                                  | Paul Miller    | Sandy Krinski & Lisa Garrett                                                                                    | 1994. január 19.                     | 16,50 millió |
| 12.  | 12. | The Show Must Go On                               | Will Mackenzie | Frank Lombardi & Dana Reston                                                                                    | 1994. január 26.                     | 11,20 millió |
| 13.  | 13. | Maggie the Model                                  | Will Mackenzie | Diane Wilk | 1994. február 2.                     | 13,70 millió |
| 14.  | 14. | The Family Plumbing                               | Linda Day      | Bill Lawrence                                                                                                   | 1994. február 9.                     | 16,00 millió |
| 15.  | 15. | Deep Throat                                       | Linda Day      | Pamela Eells & Sally Lapiduss                                                                                   | 1994. március 2.                     | 11,50 millió |
| 16.  | 16. | Schlepped Away                                    | Linda Day      | Fran Drescher & Peter Marc Jacobson                                                                             | 1994. március 9.                     | 12,70 millió |
| 17.  | 17. | Stop the Wedding, I Want to Get Off               | Gail Mancuso   | Diane Wilk | 1994. március 16.                    | 9,70 millió  |
| 18.  | 18. | Sunday in the Park with Fran                      | Gail Mancuso   | Howard Meyer | 1994. március 23.                    | 11,30 millió |
| 19.  | 19. | Gym Teacher                                       | Gail Mancuso   | Alan Eisenstock & Larry Mintz                                                                                   | 1994. április 6.                     | 12,50 millió |
| 20.  | 20. | Ode to Barbra Joan                                | Gail Mancuso   | Történet: David M. Matthews Tévéjáték: Frank Lombardi & Dana Reston                                             | 1994. április 13.                    | 9,90 millió  |
| 21.  | 21. | Frannie's Choice                                  | Paul Miller    | Tracy Newman & Jonathan Stark                                                                                   | 1994. április 27.                    | 9,90 millió  |
| 22.  | 22. | I Don't Remember Mama                             | Paul Miller    | Howard Meyers & Diane Wilk                                                                                      | 1994. május 16.                      | 19,10 millió |

## 2. évad (1994-1995)
| Sor. | Év. | Cím                       | Rendező       | Író                                                                                       | Premier              | Nézettség    |
| ---- | --- | ------------------------- | ------------- | ----------------------------------------------------------------------------------------- | -------------------- | ------------ |
| 23.  | 1.  | Fran-Lite                 | Lee Shallat   | Janis Hirsch                                                                              | 1994. szeptember 12. | 17,60 millió |
| 24.  | 2.  | The Playwright            | Gail Mancuso  | Lisa Medway                                                                               | 1994. szeptember 19. | 17,40 millió |
| 25.  | 3.  | Everybody Needs a Bubby   | Lee Shallat   | Diane Wilk                                                                                | 1994. szeptember 26. | 18,50 millió |
| 26.  | 4.  | Material Fran             | Lee Shallat   | Eileen O'Hare                                                                             | 1994. október 3.     | 18,30 millió |
| 27.  | 5.  | Curse of the Grandmas     | Lee Shallat   | Eric Cohen                                                                                | 1994. október 10.    | 18,70 millió |
| 28.  | 6.  | The Nanny Napper          | Lee Shallat   | Jayne Hamil & Rick Shaw                                                                   | 1994. október 17.    | 18,20 millió |
| 29.  | 7.  | A Star is Unborn          | Lee Shallat   | Pamela Eells & Sally Lapiduss                                                             | 1994. október 24.    | 18,60 millió |
| 30.  | 8.  | Pishke Business           | Lee Shallat   | Alan R. Cohen & Alan Freedland                                                            | 1994. október 31.    | 17,60 millió |
| 31.  | 9.  | Stock Tip                 | Lee Shallat   | Történet: Rob Schwartz & Bill Lawrence Tévéjáték: David M. Matthews                       | 1994. november 7.    | 20,50 millió |
| 32.  | 10. | The Whine Cellar          | Lee Shallat   | Eileen O'Hare                                                                             | 1994. november 14.   | 19,80 millió |
| 33.  | 11. | When You Pish Upon a Star | Lee Shallat   | Diane Wilk                                                                                | 1994. november 21.   | 19,50 millió |
| 34.  | 12. | Take Back Your Mink       | Lee Shallat   | Fran Drescher & Peter Marc Jacobson                                                       | 1994. november 21.   | 20,30 millió |
| 35.  | 13. | The Strike                | Lee Shallat   | Janis Hirsch                                                                              | 1994. november 28.   | 19,40 millió |
| 36.  | 14. | I've Got a Secret         | Lee Shallat   | Eric Cohen                                                                                | 1994. december 12.   | 17,50 millió |
| 37.  | 15. | Kindervelt Days           | Lee Shallat   | Frank Lombardi & Dana Reston                                                              | 1995. január 2.      | 23,10 millió |
| 38.  | 16. | Canasta Masta             | Lee Shallat   | Dana Reston & Frank Lombardi                                                              | 1995. január 9.      | 19,50 millió |
| 39.  | 17. | The Will                  | Randy Bennett | Történet: Robbie Schwartz Tévéjáték: Fran Drescher & Peter Marc Jacobson                  | 1995. január 16.     | 18,50 millió |
| 40.  | 18. | The Nanny Behind the Man  | Lee Shallat   | Történet: Rob Lotterstein & Ellen Idelson Tévéjáték: Jerry Perzigian                      | 1995. január 23.     | 18,40 millió |
| 41.  | 19. | A Fine Friendship         | Lee Shallat   | Történet: Kirsten Vensel & Bill Marich & Rich Ross Tévéjáték: Eileen O'Hare               | 1995. február 6.     | 19,10 millió |
| 42.  | 20. | Lamb Chop's On the Menu   | Lee Shallat   | Frank Lombardi & Dana Reston                                                              | 1995. február 13.    | 19,00 millió |
| 43.  | 21. | Close Shave               | Dorothy Lyman | Elliot Stern                                                                              | 1995. február 20.    | 19,00 millió |
| 44.  | 22. | What the Butler Sang      | Lee Shallat   | Diane Wilk                                                                                | 1995. február 27.    | 19,30 millió |
| 45.  | 23. | A Kiss Is Just a Kiss     | Dorothy Lyman | Eileen O'Hare                                                                             | 1995. május 3.       | 11,40 millió |
| 46.  | 24. | Strange Bedfellows        | Dorothy Lyman | Frank Lombardi & Dana Reston                                                              | 1995. május 8.       | 14,00 millió |
| 47.  | 25. | The Chatterbox            | Lee Shallat   | Történet: Fran Drescher & Peter Marc Jacobson Tévéjáték: Robert Sternin & Prudence Fraser | 1995. május 15.      | 13,20 millió |
| 48.  | 26. | Fran Gets Mugged          | Lee Shallat   | Jayne Hamil & Rick Shaw                                                                   | 1995. május 22.      | 14,20 millió |

## 3. évad (1995-1996)
| Sor. | Év. | Cím                            | Rendező          | Író                                                                                 | Premier              | Nézettség    |
| ---- | --- | ------------------------------ | ---------------- | ----------------------------------------------------------------------------------- | -------------------- | ------------ |
| 49.  | 1.  | Pen Pal                        | Dorothy Lyman    | Jayne Hamil & Rick Shaw                                                             | 1995. szeptember 11. | 17,60 millió |
| 50.  | 2.  | Franny and the Professor       | Dorothy Lyman    | Janis Hirsch                                                                        | 1995. szeptember 18. | 19,30 millió |
| 51.  | 3.  | Dope Diamond                   | Dorothy Lyman    | Diane Wilk                                                                          | 1995. szeptember 25. | 18,00 millió |
| 52.  | 4.  | A Fine Family Feud             | Dorothy Lyman    | Frank Lombardi                                                                      | 1995. október 2.     | 17,60 millió |
| 53.  | 5.  | Val's Apartment                | Dorothy Lyman    | Pamela Eells & Sally Lapiduss                                                       | 1995. október 9.     | 17,30 millió |
| 54.  | 6.  | Shopaholic                     | Dorothy Lyman    | Eric Cohen                                                                          | 1995. október 16.    | 19,80 millió |
| 55.  | 7.  | Oy Vey, You're Gay             | Dorothy Lyman    | Eileen O'Hare                                                                       | 1995. október 23.    | 18,80 millió |
| 56.  | 8.  | The Party's Over               | Dorothy Lyman    | Caryn Lucas                                                                         | 1995. november 6.    | 19,60 millió |
| 57.  | 9.  | The Two Mrs. Sheffields        | Dorothy Lyman    | Diane Wilk                                                                          | 1995. november 13.   | 20,90 millió |
| 58.  | 10. | Having His Baby                | Dorothy Lyman    | Erik Mintz                                                                          | 1995. november 20.   | 17,70 millió |
| 59.  | 11. | The Unkindest Cut              | Dorothy Lyman    | Frank Lombardi                                                                      | 1995. november 27.   | 16,00 millió |
| 60.  | 12. | The Kibbutz                    | Dorothy Lyman    | Frank Lombardi                                                                      | 1995. december 4.    | 18,30 millió |
| 61.  | 13. | An Offer She Can't Refuse      | Dorothy Lyman    | Jayne Hamil & Rick Shaw                                                             | 1995. december 11.   | 18,90 millió |
| 62.  | 14. | Oy to the World                | Lauren MacMullan | Fran Drescher & Peter Marc Jacobson                                                 | 1995. december 18.   | 11,50 millió |
| 63.  | 15. | Fashion Show                   | Dorothy Lyman    | Történet: Eileen O'Hare & Chris Alberghini & Mike Chessler Tévéjáték: Eileen O'Hare | 1996. január 8.      | 21,60 millió |
| 64.  | 16. | Where's Fran?                  | Dorothy Lyman    | Sally Lapiduss                                                                      | 1996. január 15.     | 19,40 millió |
| 65.  | 17. | The Grandmas                   | Dorothy Lyman    | Caryn Lucas                                                                         | 1996. január 22.     | 18,80 millió |
| 66.  | 18. | Val's Boyfriend                | Dorothy Lyman    | Erik Mintz                                                                          | 1996. február 5.     | 18,70 millió |
| 67.  | 19. | Love Is a Many Blundered Thing | Dorothy Lyman    | Dan Amernick & Jay Amernick                                                         | 1996. február 12.    | 18,70 millió |
| 68.  | 20. | Your Feets Too Big             | Dorothy Lyman    | Sally Lapiduss                                                                      | 1996. február 19.    | 19,60 millió |
| 69.  | 21. | Where's the Pearls?            | Dorothy Lyman    | Frank Lombardi                                                                      | 1996. február 26.    | 20,40 millió |
| 70.  | 22. | The Hockey Show                | Dorothy Lyman    | Robbie Schwartz                                                                     | 1996. március 4.     | 17,80 millió |
| 71.  | 23. | That's Midlife                 | Dorothy Lyman    | Caryn Lucas                                                                         | 1996. március 11.    | 18,30 millió |
| 72.  | 24. | The Cantor Show                | Dorothy Lyman    | Diane Wilk                                                                          | 1996. április 29.    | 16,90 millió |
| 73.  | 25. | Green Card                     | Dorothy Lyman    | Történet: Jean Ford Tévéjáték: Rick Shaw                                            | 1996. május 6.       | 15,60 millió |
| 74.  | 26. | Ship of Fran's                 | Dorothy Lyman    | Diane Wilk                                                                          | 1996. május 13.      | 17,40 millió |
| 75.  | 27. | A Pup in Paris                 | Dorothy Lyman    | Diane Wilk                                                                          | 1996. május 20.      | 15,10 millió |

## 4. évad (1996-1997)
| Sor. | Év. | Cím                                  | Rendező       | Író                                              | Premier              | Nézettség    |
| ---- | --- | ------------------------------------ | ------------- | ------------------------------------------------ | -------------------- | ------------ |
| 76.  | 1.  | The Tart with Heart                  | Dorothy Lyman | Frank Lombardi                                   | 1996. szeptember 18. | 15,10 millió |
| 77.  | 2.  | The Cradle Robbers                   | Dorothy Lyman | Nastaran Dibai & Jeffrey B. Hodes                | 1996. szeptember 25. | 14,70 millió |
| 78.  | 3.  | The Bird's Nest                      | Dorothy Lyman | Történet: Robbie Schwartz Tévéjáték: Jayne Hamil | 1996. szeptember 25. | 17,80 millió |
| 79.  | 4.  | The Rosie Show                       | Dorothy Lyman | Nastaran Dibai & Jeffrey B. Hodes                | 1996. október 9.     | 13,80 millió |
| 80.  | 5.  | Freida Needa Man                     | Dorothy Lyman | Frank Lombardi                                   | 1996. október 16.    | 13,50 millió |
| 81.  | 6.  | Me and Mrs. Joan                     | Dorothy Lyman | Peter Marc Jacobson                              | 1996. október 30.    | 15,30 millió |
| 82.  | 7.  | The Taxman Cometh                    | Dorothy Lyman | Dan Amernick & Jay Amernick                      | 1996. november 6.    | 15,30 millió |
| 83.  | 8.  | An Affair to Dismember               | Dorothy Lyman | Diane Wilk                                       | 1996. november 13.   | 15,70 millió |
| 84.  | 9.  | Tattoo                               | Dorothy Lyman | Caryn Lucas                                      | 1996. november 20.   | 15,50 millió |
| 85.  | 10. | The Car Show                         | Dorothy Lyman | Robbie Schwartz                                  | 1996. december 11.   | 12,70 millió |
| 86.  | 11. | Hurricane Fran                       | Dorothy Lyman | Rick Shaw                                        | 1996. december 18.   | 12,50 millió |
| 87.  | 12. | Danny's Dead and Who's Got the Will? | Dorothy Lyman | Jayne Hamil                                      | 1997. január 8.      | 15,75 millió |
| 88.  | 13. | Kissing Cousins                      | Dorothy Lyman | Caryn Lucas                                      | 1997. január 15.     | 13,04 millió |
| 89.  | 14. | The Fifth Wheel                      | Dorothy Lyman | Jayne Hamil                                      | 1997. január 29.     | 11,58 millió |
| 90.  | 15. | The Nose Knows                       | Dorothy Lyman | Történet: Suzanne Gangursky Tévéjáték: Rick Shaw | 1997. február 5.     | 13,44 millió |
| 91.  | 16. | The Bank Robbery                     | Dorothy Lyman | Jayne Hamil                                      | 1997. február 12.    | 13,97 millió |
| 92.  | 17. | Samson, He Denied Her                | Dorothy Lyman | Flo Cameron                                      | 1997. február 19.    | 13,60 millió |
| 93.  | 18. | The Facts of Lice                    | Dorothy Lyman | Nastaran Dibai & Jeffrey B. Hodes                | 1997. március 5.     | 12,61 millió |
| 94.  | 19. | Fran's Roots                         | Dorothy Lyman | Caryn Lucas                                      | 1997. március 12.    | 13,39 millió |
| 95.  | 20. | The Nanny and the Hunk Producer      | Dorothy Lyman | Frank Lombardi                                   | 1997. április 2.     | 12,90 millió |
| 96.  | 21. | The Passed-Over Story                | Dorothy Lyman | Rick Shaw                                        | 1997. április 9.     | 12,50 millió |
| 97.  | 22. | No Muse is Good Muse                 | Dorothy Lyman | Jayne Hamil                                      | 1997. április 23.    | 11,63 millió |
| 98.  | 23. | You Better Your Life                 | Dorothy Lyman | Frank Lombardi                                   | 1997. április 30.    | 11,23 millió |
| 99.  | 24. | The Heather Biblow Story             | Dorothy Lyman | Ivan Menchell                                    | 1997. május 7.       | 10,88 millió |
| 100. | 25. | The Boca Story                       | Dorothy Lyman | Caryn Lucas                                      | 1997. május 14.      | 11,12 millió |
| 101. | 26. | Fran's Gotta Have It                 | Dorothy Lyman | Diane Wilk                                       | 1997. május 21.      | 10,84 millió |

## 5. évad (1997-1998)
| Sor. | Év. | Cím                            | Rendező             | Író                                                                                         | Premier            | Nézettség    |
| ---- | --- | ------------------------------ | ------------------- | ------------------------------------------------------------------------------------------- | ------------------ | ------------ |
| 102. | 1.  | The Morning After              | Dorothy Lyman       | Caryn Lucas                                                                                 | 1997. október 1.   | 12,19 millió |
| 103. | 2.  | First Date                     | Dorothy Lyman       | Történet: Frank Lombardi & Sarah McMullen Tévéjáték: Frank Lombardi                         | 1997. október 8.   | 13,53 millió |
| 104. | 3.  | The Bobbie Fleckman Story      | Dorothy Lyman       | Diane Wilk                                                                                  | 1997. október 15.  | 11,94 millió |
| 105. | 4.  | Fransom                        | Dorothy Lyman       | Jayne Hamil                                                                                 | 1997. október 22.  | 11,09 millió |
| 106. | 5.  | The Ex-Niles                   | Dorothy Lyman       | Jeffrey B. Hodes & Nastaran Dibai                                                           | 1997. október 29.  | 10,99 millió |
| 107. | 6.  | A Decent Proposal              | Dorothy Lyman       | Ivan Menchell                                                                               | 1997. november 5.  | 13,52 millió |
| 108. | 7.  | Mommy and Mai                  | Dorothy Lyman       | Caryn Lucas                                                                                 | 1997. november 12. | 11,74 millió |
| 109. | 8.  | Fair Weather Fran              | Dorothy Lyman       | Rick Shaw                                                                                   | 1997. november 19. | 10,34 millió |
| 110. | 9.  | Educating Fran                 | Dorothy Lyman       | Suzanne Gangursky                                                                           | 1997. december 10. | 10,39 millió |
| 111. | 10. | From Flushing with Love        | Dorothy Lyman       | Történet: Dan Amernick & Jay Amernick és Sean Hanley Tévéjáték: Dan Amernick & Jay Amernick | 1997. december 17. | 9,54 millió  |
| 112. | 11. | Rash to Judgment               | Dorothy Lyman       | Ivan Menchell                                                                               | 1998. január 7.    | 10,79 millió |
| 113. | 12. | One False Mole and You're Dead | Dorothy Lyman       | Frank Lombardi                                                                              | 1998. január 14.   | 10,29 millió |
| 114. | 13. | Call Me Fran                   | Fran Drescher       | Diane Wilk                                                                                  | 1998. január 21.   | 10,76 millió |
| 115. | 14. | Not Without My Nanny           | Dorothy Lyman       | Nastaran Dibai & Jeffrey B. Hodes                                                           | 1998. január 28.   | 9,33 millió  |
| 116. | 15. | The Engagement                 | Dorothy Lyman       | Rick Shaw                                                                                   | 1998. március 4.   | 12,41 millió |
| 117. | 16. | The Dinner Party               | Dorothy Lyman       | Ivan Menchell                                                                               | 1998. március 11.  | 12,28 millió |
| 118. | 17. | Homie-Work                     | Dorothy Lyman       | Jayne Hamil                                                                                 | 1998. március 18.  | 11,32 millió |
| 119. | 18. | The Reunion Show               | Dorothy Lyman       | Suzanne Gangursky & Sean Hanley                                                             | 1998. március 25.  | 11,01 millió |
| 120. | 19. | Immaculate Concepcion          | Dorothy Lyman       | Történet: Fran Drescher & Robert Sternin Tévéjáték: Robert Sternin                          | 1998. április 1.   | 11,69 millió |
| 121. | 20. | The Pre-Nup                    | Peter Marc Jacobson | Frank Lombardi                                                                              | 1998. április 29.  | 10,88 millió |
| 122. | 21. | The Best Man                   | Dorothy Lyman       | Rick Shaw                                                                                   | 1998. május 6.     | 10,25 millió |
| 123. | 22. | The Wedding Part 1             | Peter Marc Jacobson | Caryn Lucas                                                                                 | 1998. május 13.    | 16,73 millió |
| 124. | 23. | The Wedding Part 2             | Peter Marc Jacobson | Caryn Lucas                                                                                 | 1998. május 13.    | 16,73 millió |

## 6. évad (1998-1999)
| Sor. | Év. | Cím                                  | Rendező             | Író                                                                                                | Premier              | Nézettség    |
| ---- | --- | ------------------------------------ | ------------------- | -------------------------------------------------------------------------------------------------- | -------------------- | ------------ |
| 125. | 1.  | The Honeymoon's Overboard            | Peter Marc Jacobson | Frank Lombardi                                                                                     | 1998. szeptember 30. | 11,51 millió |
| 126. | 2.  | Fran Gets Shushed                    | Peter Marc Jacobson | Caryn Lucas                                                                                        | 1998. október 7.     | 9,67 millió  |
| 127. | 3.  | Once a Secretary, Always a Secretary | Peter Marc Jacobson | Allen Jay Zipper                                                                                   | 1998. október 14.    | 9,39 millió  |
| 128. | 4.  | Sara's Parents                       | Peter Marc Jacobson | Jayne Hamil                                                                                        | 1998. október 21.    | 8,89 millió  |
| 129. | 5.  | Maggie's Boyfriend                   | Peter Marc Jacobson | Rick Shaw                                                                                          | 1998. október 28.    | 9,33 millió  |
| 130. | 6.  | I'm Pregnant                         | Peter Marc Jacobson | Ivan Menchell                                                                                      | 1998. november 4.    | 9,34 millió  |
| 131. | 7.  | Mom's the Word                       | Peter Marc Jacobson | Cody Farley & Suzanne Myers                                                                        | 1998. november 11.   | 11,11 millió |
| 132. | 8.  | Making Whoopi                        | Peter Marc Jacobson | Suzanne Gangursky                                                                                  | 1998. november 18.   | 9,53 millió  |
| 133. | 9.  | Oh, Say, Can You Ski?                | Peter Marc Jacobson | Dan Amernick & Jay Amernick                                                                        | 1998. november 25.   | 9,25 millió  |
| 134. | 10. | The Hanukkah Story                   | Peter Marc Jacobson | Történet: Matthew J. Berman Tévéjáték: Ivan Menchell                                               | 1998. december 16.   | 7,58 millió  |
| 135. | 11. | The In-Law Who Came Forever          | Peter Marc Jacobson | Történet: Danny Passman & Michael Scalisi Tévéjáték: Rick Shaw                                     | 1999. január 6.      | 9,16 millió  |
| 136. | 12. | The Fran in the Mirror               | Jennifer Reed       | Történet: Chandler Evans Tévéjáték: Jayne Hamil                                                    | 1999. január 20.     | 8,25 millió  |
| 137. | 13. | The Yummy Mummy                      | Peter Marc Jacobson | Cody Farley & Suzanne Myers                                                                        | 1999. február 3.     | 7,72 millió  |
| 138. | 14. | California, Here We Come             | Peter Marc Jacobson | Történet: Mary Lindes Tévéjáték: Suzanne Gangursky                                                 | 1999. március 31.    | 8,12 millió  |
| 139. | 15. | Ma'ternal Affairs                    | Peter Marc Jacobson | Frank Lombardi                                                                                     | 1999. június 2.      | 6,36 millió  |
| 140. | 16. | The Producers                        | Peter Marc Jacobson | Történet: Mike Dow & Chandler Evans Tévéjáték: Rick Shaw                                           | 1999. június 9.      | 6,44 millió  |
| 141. | 17. | The Dummy Twins                      | Steve Posner        | Történet: Rachel Chagall & Harriet Goldman & Camelia Kath & Ivan Menchell Tévéjáték: Ivan Menchell | 1999. június 16.     | 5,96 millió  |
| 142. | 18. | Yetta's Letters                      | Peter Marc Jacobson | Történet: Bernie Vyzga Tévéjáték: Dan Amernick & Jay Amernick                                      | 1999. június 16.     | 6,60 millió  |
| 143. | 19. | Maggie's Wedding                     | Fran Drescher       | Jayne Hamil                                                                                        | 1999. június 23.     | 6,43 millió  |
| 144. | 20. | The Baby Shower                      | Peter Marc Jacobson | Történet: Howard Preiser & James Nelson & Sean Hanley Tévéjáték: Cody Farley & Suzanne Myers       | 1999. június 23.     | 7,04 millió  |
| 145. | 21. | The Finale: Part 1                   | Peter Marc Jacobson | Caryn Lucas                                                                                        | 1999. május 12.      | 11,11 millió |
| 146. | 22. | The Finale: Part 2                   | Peter Marc Jacobson | Caryn Lucas & Peter Marc Jacobson & Frank Lombardi                                                 | 1999. május 12.      | 11,11 millió |